# Hector (Arkansas)
Pour les articles homonymes, voir Hector (homonymie).
Hector est un village situé dans l’État américain de l'Arkansas, dans le comté de Pope.